# The New Yardbirds
The New Yardbirds waren eine britische Band aus der Übergangsphase von The Yardbirds zu Led Zeppelin.

## Geschichte
Als 1968 die Yardbirds das ewige Touren leid waren und ihre Platten sich nicht mehr verkauften, löste der Sänger Keith Relf die Band auf. Um vertragliche Verpflichtungen zu erfüllen, sammelte der Gitarrist Jimmy Page neue Musiker um sich, wobei ihm Chris Dreja zunächst noch erhalten blieb. 
Nach dem Weggang Drejas tourten The New Yardbirds mit Robert Plant, John Bonham und John Paul Jones in Skandinavien. Von dieser Tour sind diverse Bootlegs erhalten. Ihr Repertoire war dasselbe wie das der Yardbirds zuvor, psychedelischer Bluesrock. Nach dem Ende der Tour benannte man die Band in Led Zeppelin um. Anfang 1969 erschien dann die erste LP unter diesem Namen. 
The New Yardbirds veröffentlichten keine einzige Platte, und es sind keine Studioaufnahmen bekannt.